# Smartling
A Smartling é uma empresa de tecnologia e serviços de tradução baseada na nuvem sediada em Nova Iorque.

## História
A empresa foi fundada em 2009 por Jack Welde e Andrey Akselrod. Em 2012, a empresa recebeu seu primeiro financiamento externo, um investimento-anjo de US$ 1,5 milhão. O financiamento série A foi de US$ 4 milhões e o série B, de US$ 10 milhões. Como financiamento série C, ela recebeu US$ 24 milhões, e como série D, levantou mais US$ 25 milhões. A valorização da companhia ao receber esse último investimento foi de US$ 250 milhões. A empresa é sediada em Nova Iorque. Em 2016, a Smartling adquiriu a Verbalizeit, uma firma produtora de traduções para companhias em processo de expansão de sua presença internacional. Seus fundadores e equipe se juntaram à Smartling como parte da negociação. A Smartling também adquiriu a Jargon em 2016, uma firma envolvida na localização de aplicativos móveis.

## Traduções
A Smartling traduz conteúdo digital para idiomas estrangeiros através de processos automatizados, nos quais um novo conteúdo nas páginas dos clientes é marcado e enviado aos tradutores para ser reescrito. Quando são detectadas alterações no idioma original, todas as versões em língua estrangeira do website ou aplicativo são marcadas automaticamente para tradução dentro da plataforma. As alterações são, então, entregues ao usuário final pelo servidor do contratante.
Além de sua plataforma de tradução, a empresa trabalha com alguns milhares de profissionais para fornecer serviços de tradução, em complemento à sua equipe interna de mais ou menos 160 pessoas. O processo envolve tradução, seguido por uma revisão da tradução, revisão legal e edição. A empresa realiza tradução de textos, além de tradução de áudio e vídeo. Sua plataforma empresarial e seus serviços de tradução são baseados na nuvem. Além de serviços de tradução, a Smartling também desenvolveu as plataformas "Solução Móvel de Localização" e "Rede de Entrega Móvel", para atualizações de rotina das variações de texto nas novas versões dos aplicativos.